# Celtina
Celtina est l'héroïne d'une série de livres écrits par Corinne De Vailly. Corinne De Vailly a travaillé comme journaliste pour les magazines de Québecor et à TQS.
Au cours du Ier siècle av. J.-C., Celtina, jeune apprentie prêtresse étudiante auprès des druides de Mona doit fuir lors de la conquête romaine de la Celtie. Grâce à ses pouvoirs druidiques, Celtina vivra des aventures inoubliables. Elle devra affronter des dieux de plus en plus rusés, elle pourra compter sur l'aide d'autres divinités toutes acquises à sa cause.

## Tomes
1. La Terre des promesses (2006)
2. Les Treize Trésors de Celtie (2006)
3. L'Épée de Nuada (2006)
4. La Lance de Lug (2007)
5. Les Fils de Milé (2007)
6. Le Chaudron de Dagda (2007)
7. La Chaussée des Géants (2007)
8. La Magie des Oghams (2008)
9. Le Chien de Culann (2008)
10. La Pierre de Fâl (2009)
11. Le Combat des arbres (2010)
12. Tir na n'Og (2010)